# Teoria Cannona-Barda
Teoria Cannona-Barda, talamiczna teoria uczuć – jedna z centralnych teorii emocji. Jako podstawę emocji teoria ta wskazuje zmiany w obszarze mózgu zwanej jądrami wzgórza (łac. thalamus).

## Wyjaśnienie teorii Cannona-Barda
Według teorii Cannona-Barda siedliskiem emocji są ośrodki podkorowe. Ich pobudzenie nadaje poznawczym czynnościom kory emocjonalny komponent, ponieważ we wzgórzu organizują się reakcje emocjonalne. 
Punktem wyjścia dla tej teorii były wyniki eksperymentów, w których kotom usuwano korę mózgową. Zwierzęta te po operacji żyły długo, przytrafiały im się jednak nagłe i nieskoordynowane ataki. Te obserwacje skłoniły Cannona do przyjęcia hipotezy, że ośrodkiem emocji jest wzgórze, zaś kora ma za zadanie hamować powstające we wzgórzu emocje. Wynika z tego, że uszkodzenie kory mózgowej równoznaczne jest z ze zmianami w zachowaniu osobnika, które jest sterowane w znacznym stopniu przez emocje i afekty. Cannon i Bard twierdzili, że pobudzenie emocjonalne ma charakter niespecyficzny, co sprawia, że nie może ono tworzyć różnych stanów emocjonalnych.

## Teoria Cannona-Barda a teoria Jamesa-Langego
W swoich badaniach Cannon i Bard starali się zakwestionować poglądy Jamesa-Langego, którzy uważali, że pewne zmiany pojawiające się w narządach wewnętrznych i mięśniach konstytuują emocje. Jeden z argumentów mówił, że zmiany w narządach wewnętrznych pojawiają się z pewnym opóźnieniem w stosunku do bodźca generującego emocje. Dopiero po zauważeniu tej zmiany osobnik może zadziałać w taki sposób, jakiego wymaga sytuacja, np. gniew dyktuje człowiekowi różne zachowania, jednak nie pojawia się on od razu, gdyż wcześniej muszą wystąpić charakterystyczne dla gniewu zmiany fizjologiczne. Zanim jednak dojdzie do ich pojawienia, na podjęcie części działań będzie już po prostu za późno.
Inny argument stwierdzał, że skoro do mózgu nie docierają informacje z narządów wewnętrznych to jednostka nie powinna odczuwać emocji. Cannon badał życie emocjonalne pacjentów, u których w wyniku urazu rdzenia kręgowego informacje na temat pobudzenia narządów wewnętrznych nie docierały do mózgu. Zgodnie z teorią Jamesa-Langego nie powinny pojawić się u nich emocje.

## Graficzne przedstawienie teorii Cannona-Barda
```
               wydarzenie (np. spotkanie z agresywną osobą)
                               ↓
                informacja przetwarzana przez wzgórze  → reakcja instrumentalna
                  i przesyłana jednocześnie do kory
                           i do ciała                  → ocena wydarzeń przez korę
                                                                    ↓
                                                            emocja (np. strach)
```

## Wpływ teorii Cannona-Barda na dalszy rozwój teorii emocji
Dzięki teorii Cannona-Barda możliwe było stworzenie aktywacyjnej teorii emocji.